# Сона Ван
Сона Ван (арм. Սոնա Վան; 8 февраля 1952, Ереван) — американская поэтесса армянского происхождения.

## Краткая биография
Родилась в семье известного физика А. Тер-Ованисяна. По профессии — врач-психотерапевт: окончила Ереванский медицинский институт. С 1978 года проживает в Лос-Анджелесе (США), где продолжила медицинское образование до уровня магистра. С 2006 года является одним из соучредителей и спонсоров литературно-художественного журнала «Нарцисс», с 2013 года — его главным редактором.

## Творчество
Сона Ван пишет свободным стихом, востребованным в армяноязычной поэзии последних десятилетий. Она вошла в мир литературы, игнорируя все табу и традиционные законы армянской литературы: стихосложение, знаки препинания, рифму и слог. В качестве летописца Сона предельно и страшно откровенна, подлинно исповедальна. Её творчество высоко оценила Сильва Капутикян. Некоторые критики именуют её «новой Сафо». Она — автор 15 сборников поэзии, переведенных на 20 языков мира.
Лирика Соны Ван неотрывна от трагической судьбы родного ей армянского народа. Сборники «Либретто для пустыни» и «Танец на песке» посвящены памяти жертв Геноцида армян. На русском языке стихи поэтессы неоднократно появлялись в журналах «Новый мир», «Орион», «Дружба народов» в переводах Ильи Фаликова, Елены Саран, Марины Кудимовой, Инны Лиснянской, Евгения Рейна.

## Основные сборники
- Փշրանքներ — «Крошки» (1996)
- Ես անուն չունեմ — «У меня нет имени» (2003)
- Ես ձայն եմ լսում — «Я слышу голос» (2006)
- Չառա անունով թռչունը — «Птица по имени Тора» (2011)
- Չընդհատված Շահրեզադե — «Непрерванная Шахерезада» (2015)
- Լիբրետո անապատի համար — «Либретто для пустыни» (2015)

## В русском переводе
- Сона Ван. Стихи. Вступительное слово и перевод Ильи Фаликова. — «Арион», 2007, 2
- Сона Ван. Крик в гортани немого. Перевод с армянского Инны Лиснянской. — «Новый Мир» 2010, 1
- Сона Ван. Стихи. С армянского. Перевод Марины Кудимовой. — «Дружба Народов», 2010, 3
- Сона Ван. Параллельные бессонницы. Арсисбоокс, 2010
- Сона Ван. Театр одной птицы. Стихи. /Пер. с армян. Евг. Рейна/. М. ПРИНТЛЕТО 2015 г. 176 с.
- Сона Ван. Либретто для пустыни. Стихотворения. Перевод Г. Кубатьяна, А. Тер-Казаряна, Ю. Белявского, М. Синельникова, Н. Орловой. М.: Галактика, 2017
- Сона Ван. Танец на песке. Сборник стихотворений. Перевод А. Тер-Казаряна, Е. Саран, Г. Аракелян, И. Лиснянской, Е. Рейна, Г. Кубатьяна. Ереван: Новел, 2017

## Впечатление
Что сказать о её стихах? Это такая абсолютно бесстрашная красота. Иногда начинается как совсем женское — вдруг незаметные мосты перекидываются во все стороны — в древнее прошлое, в недоступное будущее, в войну, в смерть, в далеко за смертью. Этим и парадоксальностью, от которой вздрагиваешь на каждом шагу, она напоминает мне только одного поэта — Эмили Дикинсон. — Татьяна Стамова 

## Семья
- Муж Нубар Джанован

## Награды
- Золотая медаль министерства культуры Армении
- Золотая медаль министерства диаспоры РА
- Памятная медаль кинофестиваля «Золотой абрикос»
- Премия «Женщина в литературе-2013» (Калифорнийская торговая палата)
- Памятная медаль духовно-литературной организации армянской общины Санкт-Петербурга
- Медаль Мовсеса Хоренаци от имени Президента Армении за вклад в сохранение армянской идентичности (2013)